# Нове-Пекуты (гмина)
Нове-Пекуты (пол. Nowe Piekuty) — сельская гмина (волость) в Польше, входит как административная единица в Высокомазовецкий повет, Подляское воеводство. Население — 4060 человек (на 2004 год). Административный центр гмины — деревня Нове-Пекуты.

## Демография
| Перепись                       | Всего   | Всего | Женщины | Женщины | Мужчины | Мужчины |
| ------------------------------ | ------- | ----- | ------- | ------- | ------- | ------- |
| Единицы                        | человек | %     | человек | %       | человек | %       |
| Население                      | 4060    | 100   | 1969    | 48,5    | 2091    | 51,5    |
| Плотность населения (чел./км²) | 37,1    | 37,1  | 18      | 18      | 19,1    | 19,1    |

## Поселения
1. Ходышево
2. Яблонь-Домброва
3. Яблонь-Добки
4. Яблонь-Янковце
5. Яблонь-Косьцельна
6. Яблонь-Марковента
7. Яблонь-Пётровце
8. Яблонь-Спалы
9. Яблонь-Сливово
10. Яблонь-Замбровизна
11. Яблонь-Зажецке
12. Йоски
13. Кобоски
14. Костры-Литва
15. Костры-Носки
16. Красово-Ченстки
17. Красово-Сюдмаки
18. Красово-Вельке
19. Красово-Вулька
20. Лендово-Буды
21. Лопене-Еже
22. Лопене-Шелёнги
23. Лопене-Зыски
24. Марково-Вулька
25. Нове-Пекуты
26. Нове-Жепки
27. Нове-Жохы
28. Пекуты-Урбаны
29. Прушанка-Мала
30. Склоды-Борове
31. Склоды-Пширусы
32. Старе-Жохы
33. Стоковиско
34. Тлочево
35. Вежбовизна

## Соседние гмины
1. Гмина Браньск
2. Гмина Посвентне
3. Гмина Соколы
4. Гмина Шепетово
5. Гмина Высоке-Мазовецке